# Sapuiás-quiriris
Os Sapuiás-quirirís são um grupo indígena brasileiro, no século XVII foram aldeados na aldeia da Pedra Branca, sendo de lá expulsos no século XIX. No século XX, se fundiu com os antigos pataxós-hã-hã-hães, os baenãs, os camacãs, os mongoiós e parte dos geréns e dos tupiniquins; passando a se identificar desde então como pataxós-hã-hã-hães.